# Steingassen (Isen)
Steingassen ist ein Gemeindeteil des Marktes Isen im oberbayerischen Landkreis Erding. 

## Lage
Die Einöde Steingassen liegt zwischen der Kreisstraße ED 12 und der Isen knapp zwei Kilometer nördlich des Isener Marktplatzes in der Gemarkung Westach. 

## Bevölkerungsentwicklung
In Steingassen gab es 1871 sechs Einwohner. Im Mai 1987 lebten dort 16 Einwohner in zwei Wohngebäuden, von denen eines in zwei Wohnungen aufgeteilt war.
| Jahr      | 1871 | 1925 | 1950 | 1970 | 1987 |
| Einwohner | 6    | 14   | 12   | 13   | 16   |